# Chambly (Oise)
 Chambly  es una población y comuna francesa, en la región de Picardía, departamento de Oise, en el distrito de Senlis y cantón de Neuilly-en-Thelle.

## Demografía
| 5331 | 5614 | 6119 | 6105 | 7140 | 9138 |
| Para los censos de 1962 a 1999 la población legal corresponde a la población sin duplicidades (Fuente: INSEE [Consultar]) |      |      |      |      |      |

## Deportes
El club de fútbol local, el FC Chambly, se desempeña en la Ligue 2, el segundo nivel del fútbol francés. Juega sus encuentros de local en el estadio llamado Stade des Marais.